# 罗斯·布朗 (赛艇运动员)
罗斯·布朗（英語：Ross Brown，1981年10月17日—），澳大利亚男子赛艇运动员。他曾代表澳大利亚参加世界赛艇锦标赛，获得一枚金牌、一枚银牌和二枚铜牌，均来自轻量级项目。